# Chiesa di Maria Santissima Regina
La chiesa di Maria Santissima Immacolata è la parrocchiale di Papariano, frazione del comune sparso di Fiumicello Villa Vicentina, in provincia di Udine e arcidiocesi di Gorizia; fa parte del decanato di Aquileia.

## Storia
Il primitivo luogo di culto di Papariano era una cappella dedicata alla Beata Vergine della Neve ed annessa alla villa Andriani, che fu soppressa alla fine del XVIII secolo in seguito ai decreti in materia religiosa dell'imperatore Giuseppe II d'Asburgo-Lorena.
In seguito, i fedeli paparianesi si videro costretti, per assistere alle funzioni, a recarsi alla chiesa di San Valentino nell'omonimo borgo, ma vista la distanza ciò era piuttosto scomodo.
Così, verso la metà degli anni trenta del Novecento nacque l'idea di ricostruire in paese una chiesa e a questo scopo fu acquistato un terreno grazie all'interessamento di Francesco Lirusso e Giovanni Battista Franzot; la prima pietra del nuovo edificio venne posta il 28 febbraio 1937 dall'arcivescovo di Gorizia e Gradisca Carlo Margotti e il 6 agosto 1939 la parrocchiale, una volta completata, fu inaugurata.

## Descrizione

### Esterno
La facciata a capanna della chiesa, rivolta a nordovest, presenta al centro il portale d'ingresso, protetto dal pronao, che è caratterizzato da una arco a tutto sesto e coperto dal tetto a due falde, e sopra si apre il rosone, inscritto in una serie di archi strombati.

### Interno
L'interno dell'edificio si compone di un'unica navata, illuminata da una serie di finestre strette ed alte che s'aprono sulle pareti; al termine dell'aula si sviluppa il presbiterio, sopraelevato di quattro gradini e chiuso dall'abside di forma semicircolare.
Qui sono conservate diverse opere di pregio, tra le quali le decorazioni eseguite da Riccardo ed Aristide De Colle.